# Millbrook (Alabama)
Millbrook város az USA Alabama államában, Autauga és Elmore megyében. Lakosainak száma 16 564 fő (2020. április 1.).

## Népesség
A település népességének változása:
| Lakosok száma | 2382 | 10 386 | 14 640 | 16 564 |
|               | 1970 | 2000   | 2010   | 2020   |